# José Luis Arrieta
José Luis Arrieta Lujambio (San Sebastián, Guipúzcoa, 15 de junio de 1971) es un exciclista español.

## Biografía
Está afincado en la localidad navarra de Huarte-Araquil, donde ha desarrollado casi toda su carrera deportiva desde su etapa como amateur.
Debutó como profesional en las filas del equipo Banesto en la temporada 1993, donde permaneció hasta el final de 2005 siendo uno de los mejores gregarios de España.
En el año 2006 salió de la estructura del equipo con que debutó en profesionales para formar parte de la escuadra francesa del Ag2r Prévoyance, hasta el año 2010, temporada de su retirada tras 18 años como profesional.
Entre 2011 y 2021 ejerció las labores de director deportivo en el Movistar Team. Desde mayo de 2024 desarrolla su trabajo de director deportivo en el equipo World Tour Decathlon–AG2R La Mondiale.
Tiene dos hijos, Mikel e Igor, este último nacido en 2002, profesional con el UAE Team Emirates, campeón de Euskadi Junior en 2020, segundo en el Memorial Valenciaga de 2021 y el premio al mejor joven del Giro de Italia 2025.

## Palmarés
2002
- 1 etapa de la Vuelta a Asturias

2006
- 1 etapa de la Vuelta a España[4]

## Resultados en Grandes Vueltas
Durante su carrera deportiva consiguió los siguientes puestos en las Grandes Vueltas:
| Carrera | Carrera         | 1993  | 1994 | 1995 | 1996 | 1997 | 1998 | 1999 | 2000  | 2001 | 2002 | 2003  | 2004 | 2005 | 2006 | 2007 | 2008 | 2009 | 2010 |
| ------- | --------------- | ----- | ---- | ---- | ---- | ---- | ---- | ---- | ----- | ---- | ---- | ----- | ---- | ---- | ---- | ---- | ---- | ---- | ---- |
|         | Giro de Italia  | 105.º | 49.º | 64.º | —    | —    | —    | 34.º | —     | 29.º | —    | —     | —    | —    | —    | —    | —    | —    | —    |
|         | Tour de Francia | —     | —    | —    | 32.º | 75.º | Ab.  | 46.º | 57.º  | —    | —    | —     | —    | 74.º | 27.º | 52.º | 70.º | 81.º | —    |
|         | Vuelta a España | —     | —    | —    | —    | —    | —    | —    | 103.º | —    | —    | 106.º | 28.º | —    | 44.º | 59.º | 55.º | 81.º | Ab.  |

—: No participa

Ab.: Abandono

## Equipos
- Banesto (1993-2005)
  - Banesto (1993-2000)
  - Ibanesto.com (2001-2003)
  - Illes Balears - Banesto (2004)
  - Illes Balears-Caisse d'Epargne (2005)
- Ag2r Prévoyance (2006-2010)